# El Pañuelito
El Pañuelito är en ort i Mexiko.   Den ligger i kommunen Hermosillo och delstaten Sonora, i den nordvästra delen av landet, 1 700 km nordväst om huvudstaden Mexico City. El Pañuelito ligger 76 meter över havet och antalet invånare är 922.
Terrängen runt El Pañuelito är platt, och sluttar söderut. Runt El Pañuelito är det ganska glesbefolkat, med 45 invånare per kvadratkilometer. El Pañuelito är det största samhället i trakten. Omgivningarna runt El Pañuelito är i huvudsak ett öppet busklandskap.